# No. 93 Squadron RAAF
Le No. 93 Squadron RAAF est un squadron de la Royal Australian Air Force (RAAF).

## Histoire
Le No. 93 Squadron RAAF est créée le 22 janvier 1945 pour participer à la Seconde Guerre mondiale dans le cadre de la guerre du Pacifique. L'unité est dissoute après la guerre le 22 aout 1946.